# Uhorsk
Uhorsk (ukr. Угорськ) – wieś w rejonie krzemienieckimRejon krzemieniecki, obwodu tarnopolskiego, założona w 1545 r. W II Rzeczypospolitej miejscowość była od 1 października 1933 r. siedzibą gminy wiejskiej Uhorsk w powiecie krzemienieckim województwa wołyńskiego. Wieś liczy 677 mieszkańców.